# 兩個你
《兩個你》（英語："Double You"）是香港歌手鄧紫棋於2021年11月30日發行的單曲，為無綫電視劇《飛虎3壯志英雄》的主題曲。

## 曲目
數位單曲 
- 兩個你 (粵語版) —— 3:16
- 兩個自己 (國語版) —— 3:16

## 音樂影片
《兩個你》和《兩個自己》音樂影片於2021年11月30日在YouTube上同步上線。

## 製作名單
名單來源：歌曲《兩個你》和《兩個自己》MV
- 鄧紫棋 - 人聲、和音、製作人、編曲
- T-Ma 馬敬恆 – 製作人、編曲
- Richard Furch – 混音
- Randy Merrill – 母帶製作

## 榜單表現

### 週榜
| 榜單           | 最高排名 |
| -------------- | -------- |
| 中文歌曲龍虎榜 | 14       |
| 新城勁爆本地榜 | 1        |
| 勁歌金榜       | 1        |